# Mercury Grand Marquis
Mercury Grand Marquis (Меркюрі Гранд Маркіз) — американський 6-місний повнорозмірний задньопривідний седан середньої цінової категорії з рамним шасі й двигуном V8, який випускався з раніше, ніж 1976 по 2010 рік підрозділом Lincoln-Mercury компанії Ford Motor Company.

## Опис

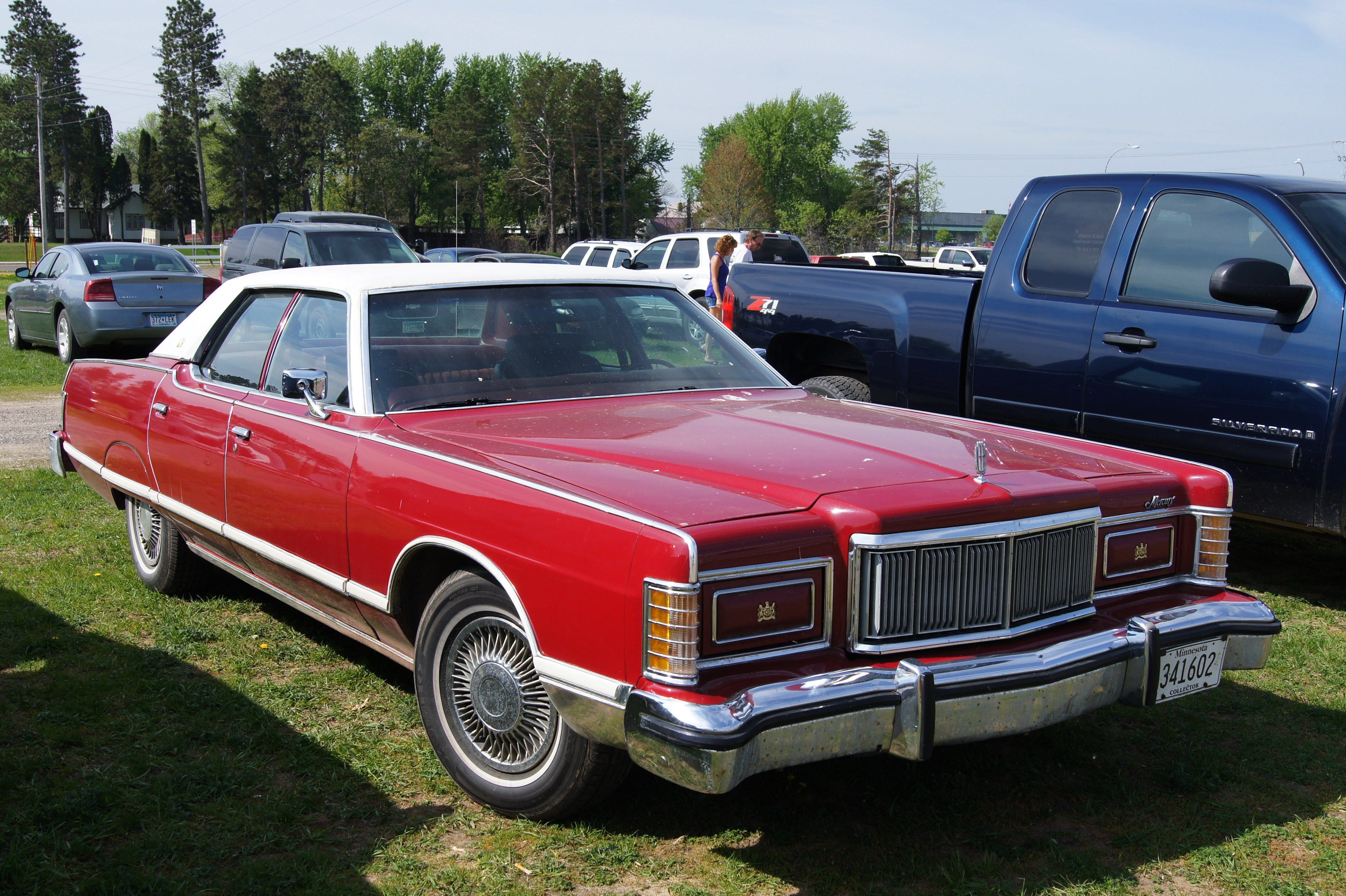
Модель 1975-1978 років

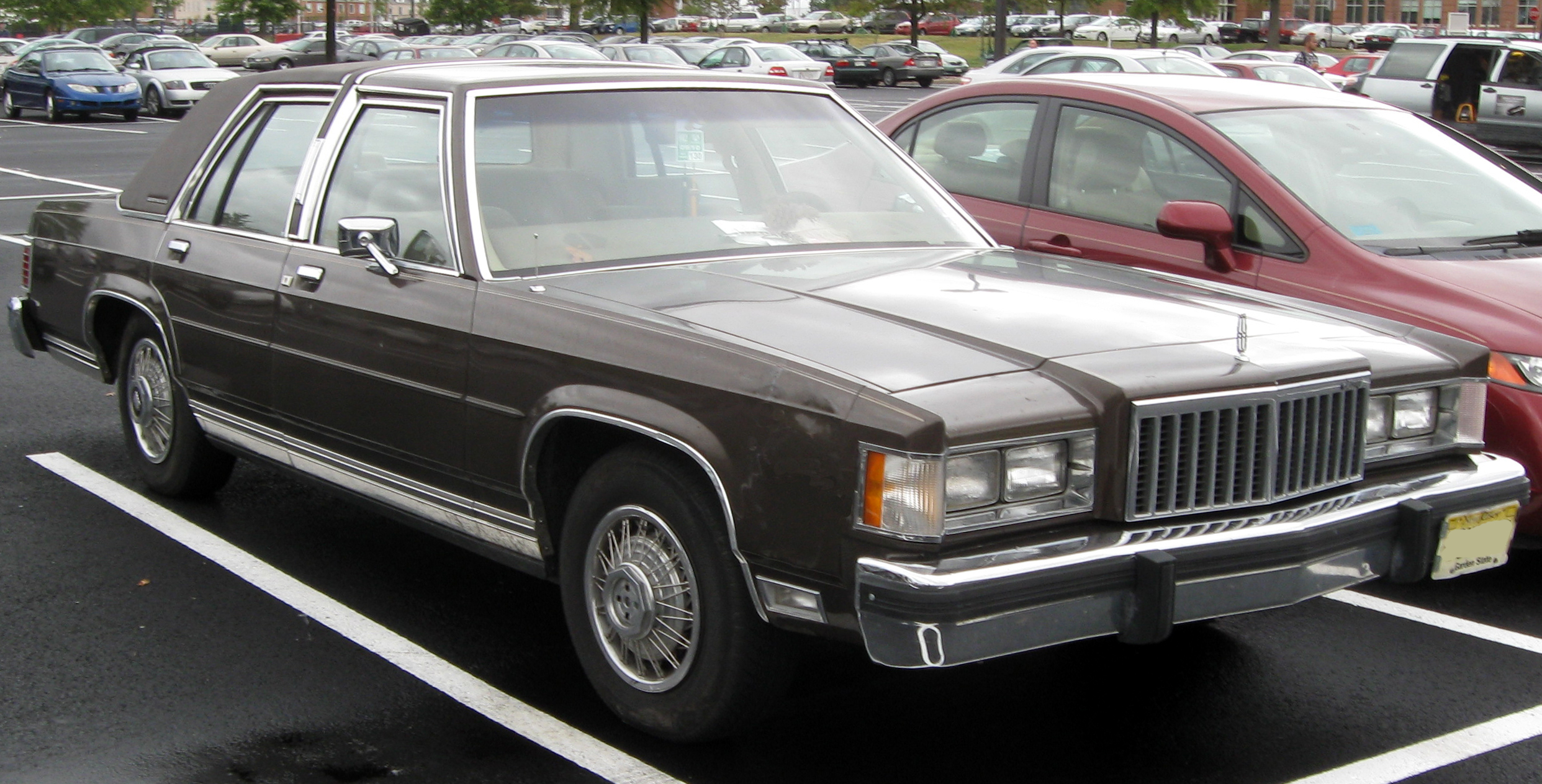
Модель 1983–1987 років

Слово Marquis вперше було використано як позначення пакету опцій для Mercury Monterey моделі 1967 року. Внаслідок воно стало назвою моделі, витіснивши позначення Monterey. З 1975 року була введена комплектація Grand Marquis, яка стояла над базовим рівнем комплектації Marquis і покращеним Marquis Brougham. Ситуація збереглась і після переводу моделі на нову, більш компактну платформу Panther в 1979 році. Самостійною моделлю Mercury Grand Marquis був у 1983 модельному році, коли Marquis був переведений на ще більш компактну платформу Fox.

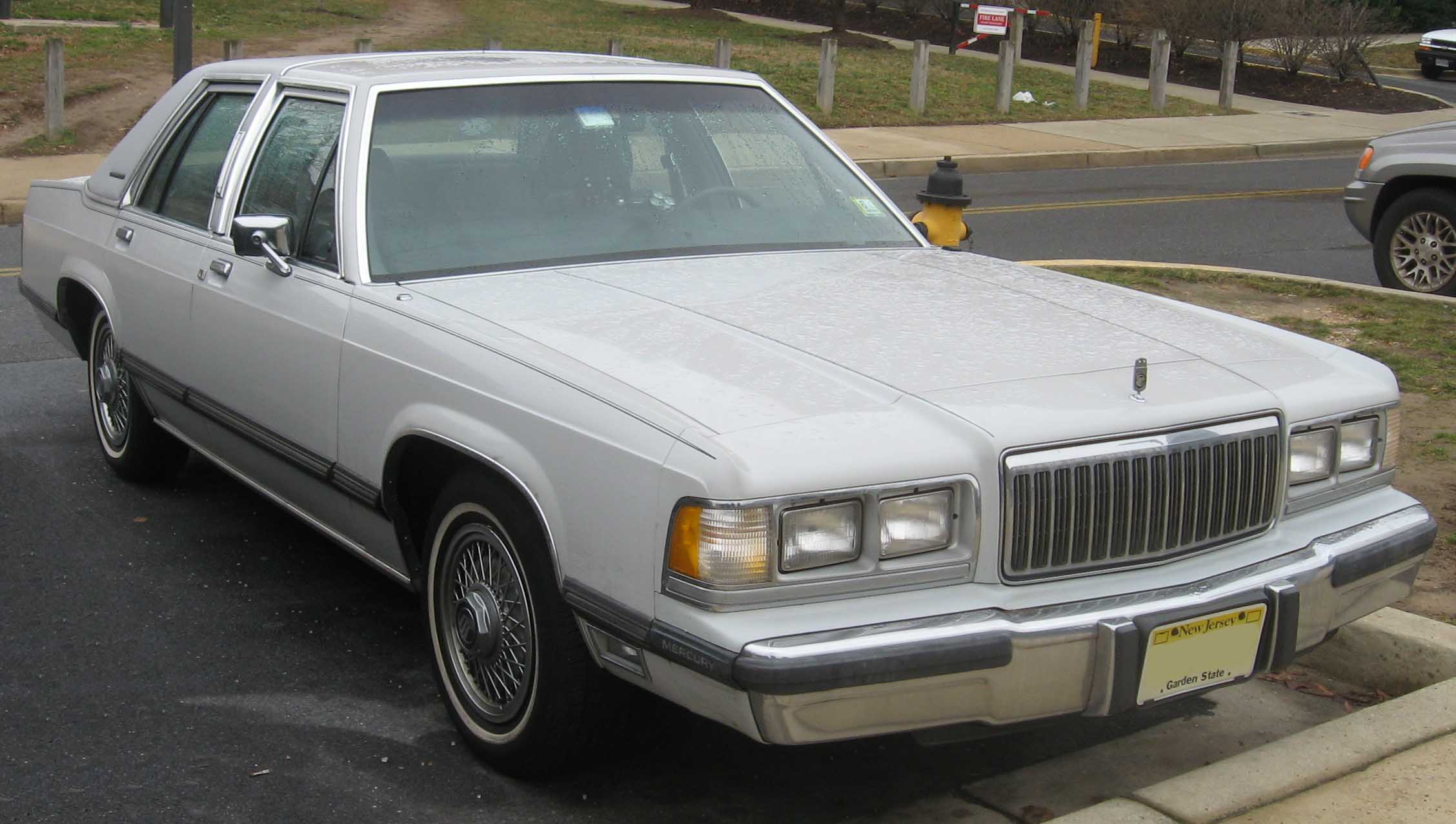
Модель 1988-1991 років

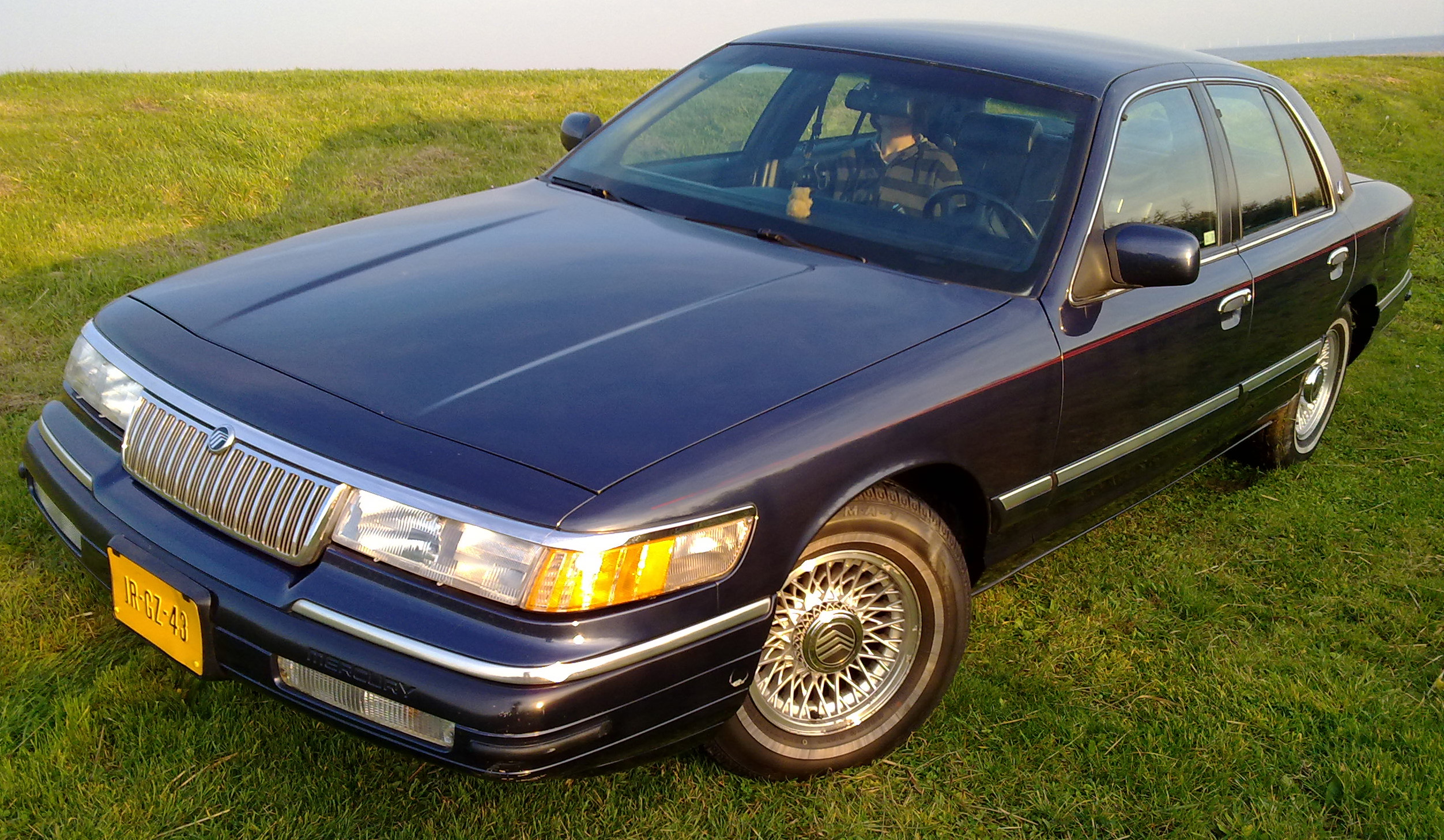
Модель 1992-1994 років

Mercury Grand Marquis, наряду з побудованими на тій же платформі Panther моделями Lincoln Town Car і Ford Crown Victoria, був одним з останніх традиційних американських повнорозмірних седанів, які сьогодні випускаються, розквіт яких припав на 60-ті — першу половину 70-х років. Решта північноамериканських автомобілів категорії fullsize, хоча формально й вважаються однокласними з моделями платформи Panther, але суттєво поступаються їм за зовнішніми габаритами і сильно відрізняються конструктивно; частково, до недавнього часу практично всі вони мали привід на передні колеса, більшість оснащується 6-циліндровими двигунами, і ні один з них не має окремої від кузова рами.

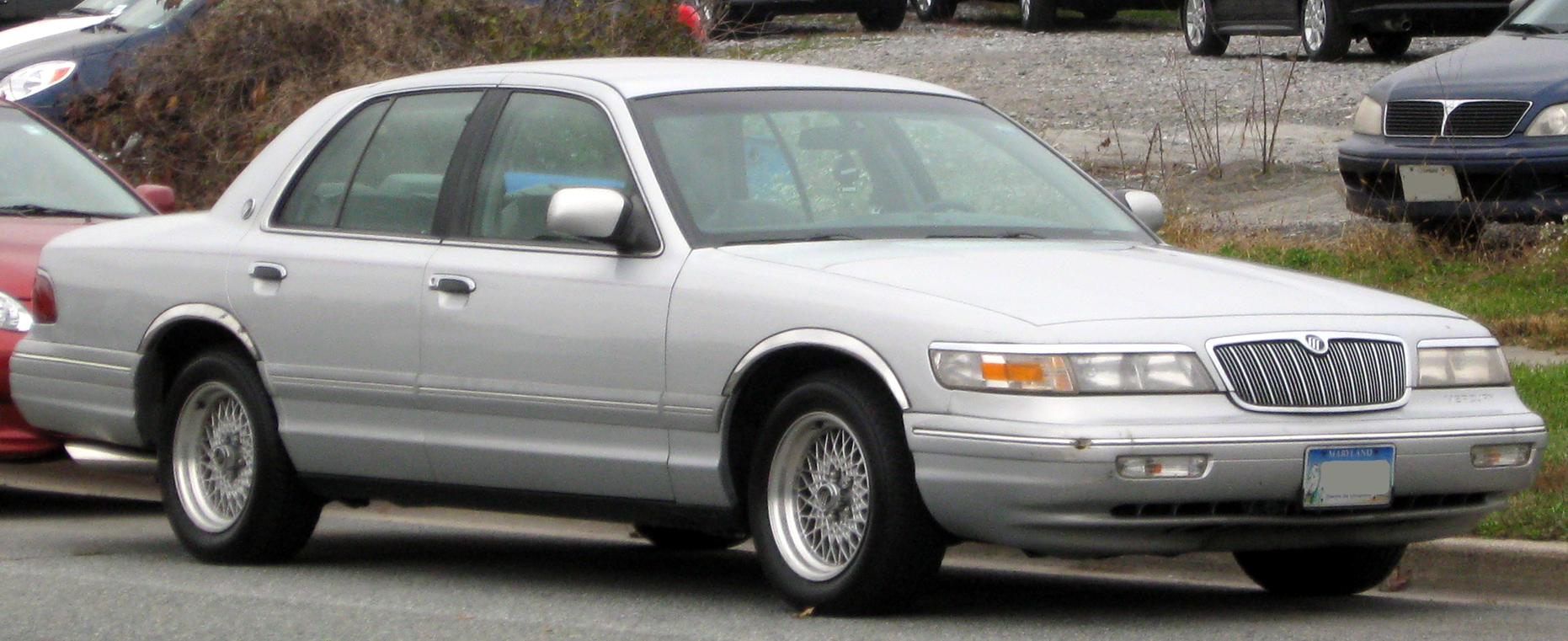
Модель 1995—1997 років

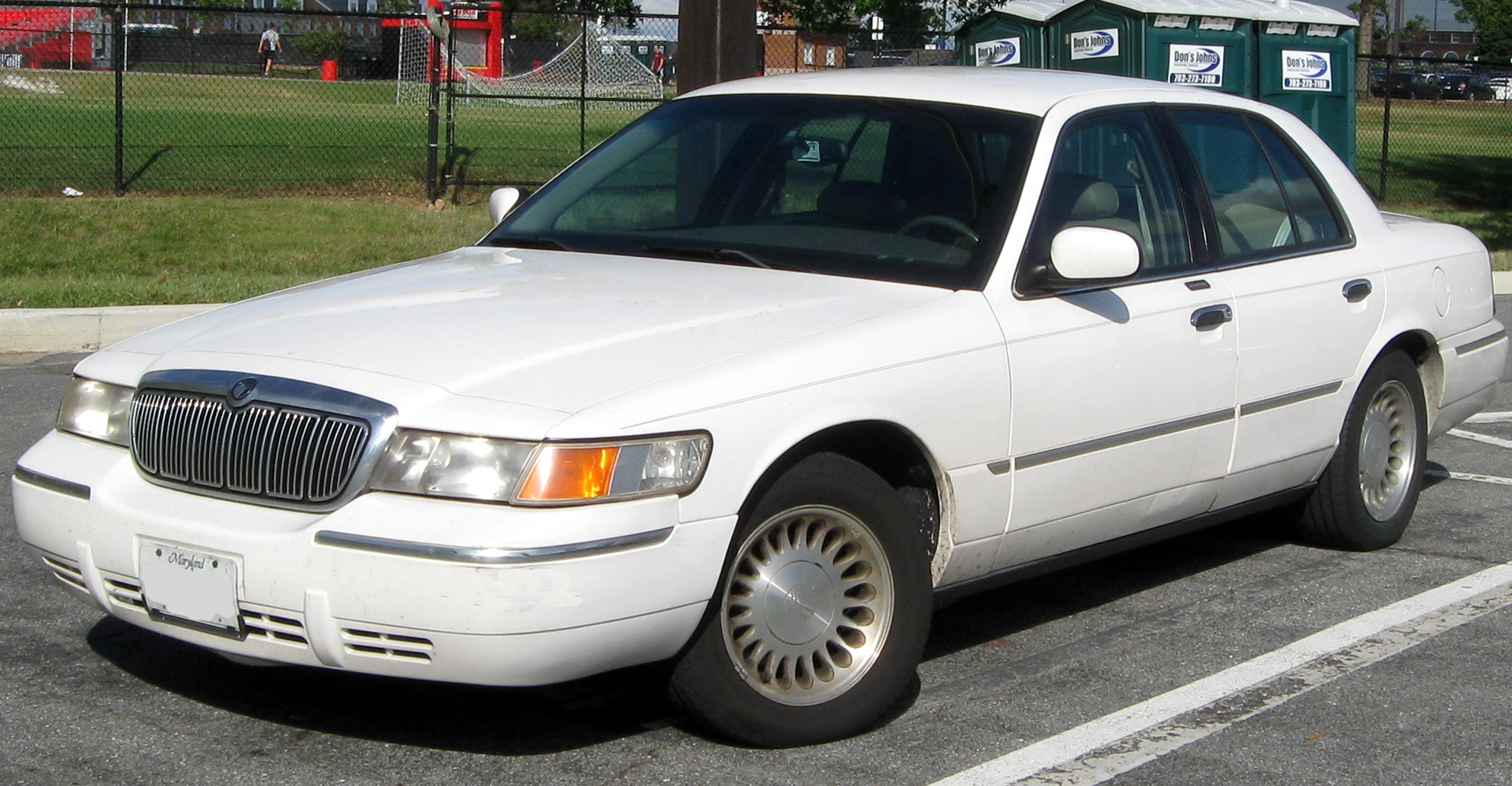
Модель 1998—2002 років

2 червня 2010 року Ford оголосив про припинення виробництва всіх автомобілів під маркою Mercury, включаючи Grand Marquis, яке відбулось в жовтні цього року. До того часу було випущено близько 2,7 млн. автомобілів.

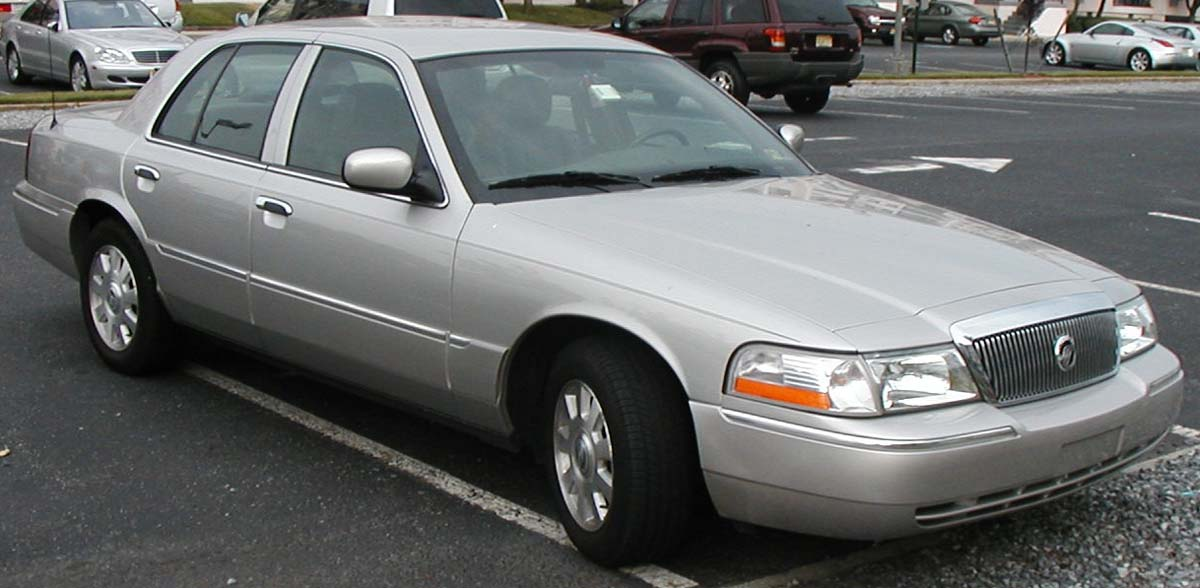
Модель 2003—2005 років

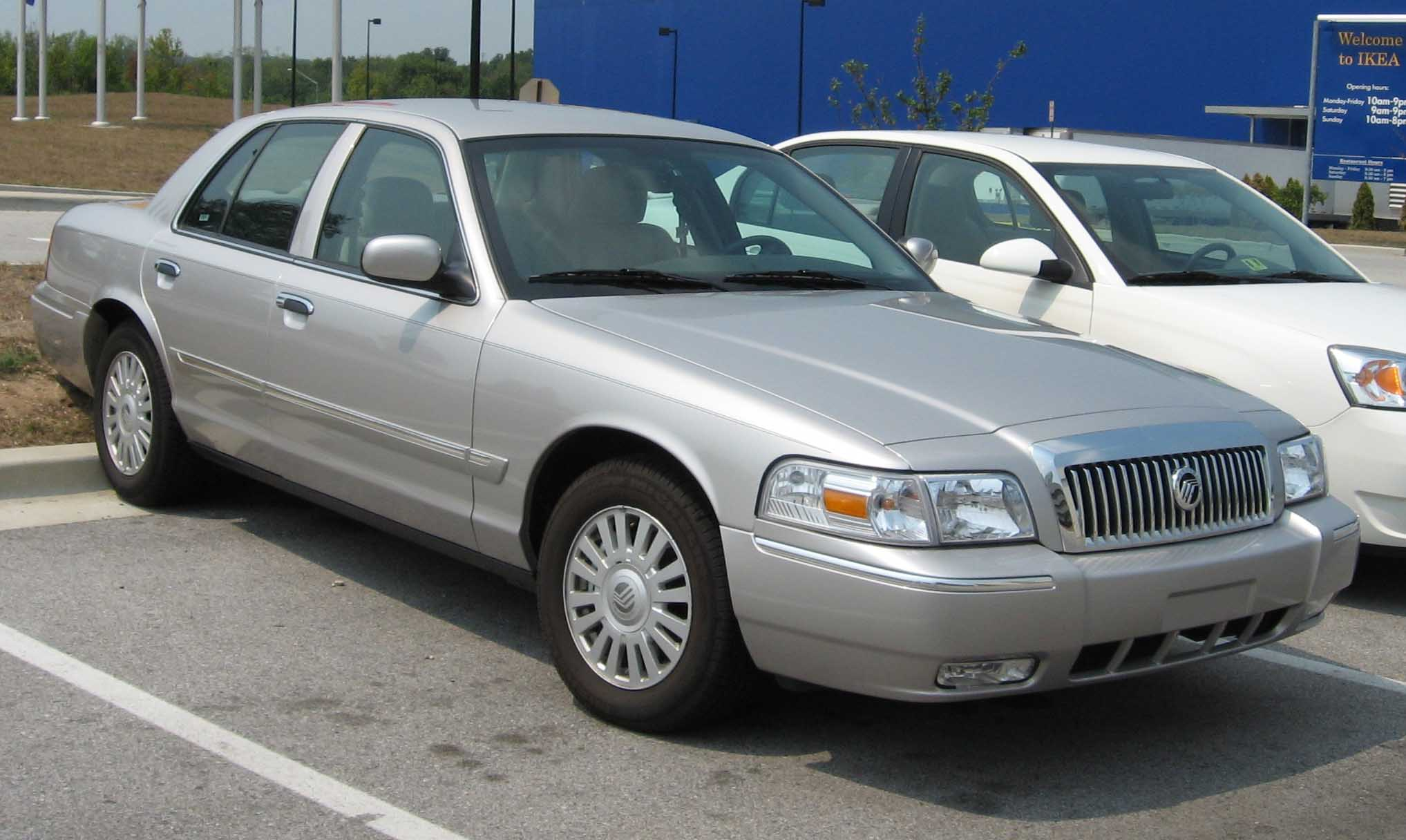
Модель 2006—2010 років

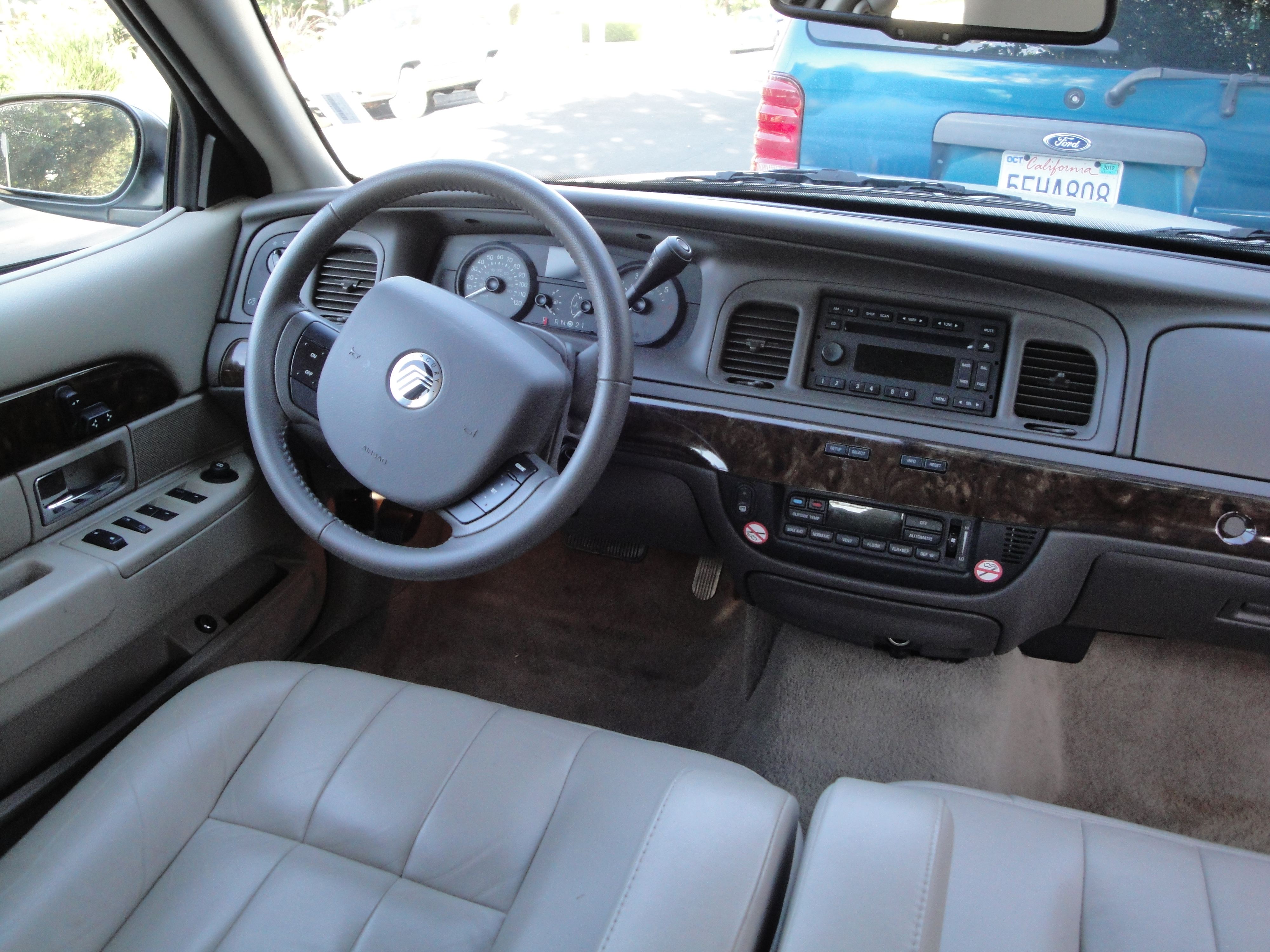

## Двигуни
- 4.9 L 5.0 Windsor V8 (1983–1991)
- 5.8 L Windsor V8 (1986–1991)
- 4.6 L Modular V8 (1991–2011)

## Виробництво
| рік         | 1983–1991 | 1992–1997 | 1998–2002 | 2003–2011 | Всього    |
| автомобілів | 987,818   | 688,107   | 606,206   | 434,548   | 2,716,679 |
| ----------- | --------- | --------- | --------- | --------- | --------- |